# 小倉馨 (俳優)
小倉 馨（おぐら かおる、1941年3月21日 - ）は、茨城県出身の日本の俳優。

## 出演

### テレビドラマ
- 「アイウエオ」第13話（1968年1月13日）
- 大河ドラマ（NHK）
  - 「竜馬がゆく」第14話 （1968年4月7日）- 若侍 役
  - 「春の坂道」（1971年1月3日 - 12月26日）
  - 「国盗り物語」（1973年1月7日 - 12月23日）
  - 「勝海舟」第5話（1974年2月3日） - 都甲邸の役人 役
  - 「風と雲と虹と」
    - 第12話「剣の舞」・第13話「酷い季節」（1976年3月21日・3月28日） - 右兵衛府の侍 役
    - 第31話「龍と虎と」（1976年8月1日） - 小一条院家司 役

  - 「花神」第47話・第50話（1977年11月20日・12月11日） - 薩摩藩参謀 役
  - 「草燃える」
    - 第8話「石橋山の合戦」（1979年2月25日） - 大庭の郎党 役
    - 第49話「実朝暗殺」（1979年12月9日） - 源仲章 役

  - 「おんな太閤記」第21話（1981年5月31日） - 武士 役
  - 「春の波涛」第17話（1985年4月28日） - 河野広中 役
  - 「北条時宗」第48話（2001年12月2日）
  - 「義経」第15話・第16話・第35話（2005年4月17日・4月24日・9月4日） - 三浦義澄 役
- 「右門捕物帖」第23話（1970年3月7日、日本テレビ）
- 「江戸川乱歩シリーズ 明智小五郎」第6話（1970年5月9日）
- 「高層の死角」（1977年1月15日、NHK） - 近藤刑事 役
- 「十字路 第一部」第1話（1978年4月15日、NHK）
- 「たとえば、愛」第11話（1979年3月22日、TBS） - 池田 役
- 「北の宿から」（1979年9月3日 - 10月26日、TBS）
- 「午後の旅立ち」第6話（1981年2月16日、テレビ朝日） - スタジオの男 役
- 「新・事件 わが歌は花いちもんめ」第2話（1981年9月13日、NHK）
- 「タクシー・サンバ」第1話（1981年10月17日、NHK）
- 「新・海峡物語」第10話（1981年12月17日、テレビ朝日）
- 「西部警察」第109話・第110話（1981年12月20日・12月27日、テレビ朝日）
- 連続テレビ小説（NHK）
  - 「おしん」第5話・第6話・第14話・第15話（1983年4月8日・4月9日・4月19日・4月20日） - 源助 役
  - 「こころ」第63話・第64話（2003年6月11日・6月12日）
  - 「ファイト」第138話（2005年9月3日）
  - 「どんど晴れ」第61話（2007年6月11日） - 加賀美屋のお茶会の招待客 役
  - 「瞳」第56話・第57話（2008年6月3日・6月4日）
  - 「おひさま」第151話（2011年9月26日） - 医師 役
- 「熱帯夜」第2話（1983年9月16日、フジテレビ）
- 「スキャンダル黙示録」前編（1985年1月30日、TBS）
- 「真田太平記」第25話・第26話（1985年10月9日・10月16日、NHK） - 平岡頼勝 役
- 「詩城の旅びと」第1話・最終話（1989年10月9日・11月6日、NHK）
- 「42歳の修学旅行」（2001年10月20日、NHK）
- 「真夜中は別の顔」第24話（2002年5月9日、NHK）
- 金曜エンタテイメント（フジテレビ）
  - 「浅見光彦シリーズ」第14作（2002年4月12日） - 新田栄次 役[2]
  - 「姫さま事件帖」第2作（2002年4月19日）
- 「ロッカーのハナコさん」第7話・第8話（2002年9月4日・9月5日、NHK）
- 火曜サスペンス劇場「弁護士・朝日岳之助」第17作（2002年8月27日、日本テレビ） - 吉松良作 役
- 月曜ミステリー劇場 → 月曜ゴールデン（TBS）
  - 「冤罪シリーズ」第4作（2003年6月30日） - 緒方久作 役
  - 「ご近所探偵・五月野さつき」第2作（2007年11月19日）
- 「温泉へ行こう4」第7話（2003年9月9日、TBS）
- 「夢みる葡萄」第3話（2003年10月13日、NHK） - 小田切校長 役
- 「菊亭八百善の人びと」第2話（2004年4月5日、NHK）
- 土曜サスペンス「捜査検事・右近誠の殺人調書」第3作（2005年3月5日、テレビ朝日）
- 「柳生十兵衛七番勝負」最終話（2005年5月6日、NHK）
- 「松本清張 けものみち」最終話（2006年3月9日、テレビ朝日）
- 「誰よりもママを愛す」第10話（2006年9月3日、TBS）
- 「相棒」（テレビ朝日）
  - 「相棒 season5」第11話（2007年1月1日） - 鈴木 役
  - 「相棒 season6」第14話（2008年2月6日） - 夫婦 役
- 「母親失格」第24話（2007年2月6日、フジテレビ）
- 「新マチベン 〜オトナの出番〜」第5話（2007年7月28日、NHK）
- 「有閑倶楽部」第5話（2007年11月13日、日本テレビ）
- 「ザ・クイズショウ」第8話（2008年8月23日、日本テレビ）
- 「33分探偵」最終話（2008年9月27日、フジテレビ） - 児玉一郎 役
- 土曜ワイド劇場「温泉㊙︎大作戦」第7作（2009年2月21日、テレビ朝日） - 木村 役
- 「アタシんちの男子」第2話（2009年4月21日、フジテレビ） - 奥寺 役
- 「名探偵の掟」第3話（2009年5月1日、テレビ朝日） - 王沢源一郎 役
- 「深夜食堂」第8話（2009年12月3日、TBS） - 映画「川歌」の共演者 役
- 「Dr.伊良部一郎」第2話（2011年2月6日、テレビ朝日）
- 「JIN-仁- 完結編」第7話・第8話（2011年5月29日・6月5日、TBS）
- 「下流の宴」最終話（2011年7月19日、NHK）
- 「ストロベリーナイト」第5話（2012年2月7日、フジテレビ）
- 「潜入探偵トカゲ」第8話（2013年6月6日、TBS）

### アニメ映画
- 「おしん」（1984年3月17日） - 源助 役

### その他
- 「おはよう茨城」（2005年6月12日、フジテレビ）